# シャーロック・ホームズの思い出

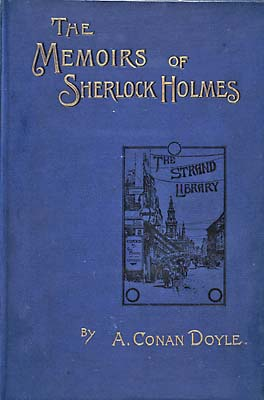

『シャーロック・ホームズの思い出』（シャーロック・ホームズのおもいで、The Memoirs of Sherlock Holmes）は、イギリスの小説家、アーサー・コナン・ドイルによる短編集。シャーロック・ホームズシリーズの一つで、五つの短編集のうち2番目に発行された作品である。1893年の発行で、イギリスの『ストランド・マガジン』1892年12月号から1893年12月号にかけて発表された11あるいは12の短編を収録している。
『ストランド・マガジン』連載時にはシドニー・パジェットが挿絵を担当した。
イギリスでの初版はジョージ・ニューンズ社から1893年12月13日に、アメリカでの初版はハーパー・アンド・ブラザーズ社から1894年2月2日に出版された。アメリカでの初版本には、短編「ボール箱」を含む12編が収録されていた。イギリス版およびアメリカの第二版以降では、ドイルの意向により「ボール箱」は削除され、11編の収録となっている。削除された「ボール箱」は、後に第4短編集『シャーロック・ホームズ最後の挨拶』に収録された。
日本語版での「ボール箱」は、翻訳の底本に使用した版により、『シャーロック・ホームズの思い出』と『シャーロック・ホームズ最後の挨拶』のどちらに収録されるかが異なっている。短編集のタイトルは、訳者により『シャーロック・ホームズの回想』『回想のシャーロック・ホームズ』などの訳題も使用される。また、本短編集のタイトル（原語）の、Memoirs（メモワール／複数形）は、文字通り「回想録」という意味であるが、「思い出」・「回想」等の訳に影響されてか、ホームズ・ファンの間でもMemories（メモリー／複数形）と誤解されがちである。

## 収録作品
タイトルは『ストランド・マガジン』に掲載されたもの。日本語版では訳者により様々な訳題が使用されている。括弧内は掲載号。なお、タイトル名については、他の短編集では多くの作品が「The Adventure of…」で始まっているのに対し、当短編集ではその表記がない。
- Silver Blaze - 白銀号事件（1892年12月号）
- The Cardboard Box - ボール箱（1893年1月号）
- The Yellow Face - 黄色い顔（1893年2月号）
- The Stockbroker's Clerk - 株式仲買店員（1893年3月号）
- The Gloria Scott - グロリア・スコット号事件（1893年4月号）
- The Musgrave Ritual - マスグレーヴ家の儀式（1893年5月号）
- The Reigate Squire - ライゲートの大地主（1893年6月号）
- The Crooked Man - 背中の曲がった男（1893年7月号）
- The Resident Patient - 入院患者（1893年8月号）
- The Greek Interpreter - ギリシャ語通訳（1893年9月号）
- The Naval Treaty - 海軍条約文書事件（1893年10月号・11月号）
- The Final Problem - 最後の事件（1893年12月号）